# Pierre Fortin (homme politique)
Pour les articles homonymes, voir Pierre Fortin et Fortin.
Pierre-Étienne Fortin, né le 14 décembre 1823 à Verchères et mort le 15 juin 1888 à La Prairie, est un médecin, surintendant chargé des pêcheries, commandant de goélettes armées, député à l'Assemblée législative du Québec et à la Chambre des communes du Canada.

## Biographie

### Famille
Né à Verchères (Bas-Canada) de Pierre Fortin, charpentier, et de Marie-Anne-Julie Crevier, dit Duvernay et sœur de Ludger Duvernay. Célibataire, il avait une fille naturelle nommée Suzanne-Marie.

### Médecin et magistrat
Diplômé en médecine de l'Université McGill de Montréal, il exerça à La Prairie (Canada-Uni) de 1845 à 1847. Lors de l'épidémie de typhus en 1847 et 1848, il fut volontaire à la Grosse-Île.
Pierre Fortin prit le commandement d'un corps de police à cheval lors des émeutes à Montréal en 1849.
Le gouvernement du Canada-Uni le nomma comme magistrat chargé de l'application des lois sur les pêcheries pour le Bas-du-Fleuve et les côtes du golfe du Saint-Laurent de 1852 à 1867. À ce titre, il commanda la goélette Napoléon III et par la suite la célèbre goélette La Canadienne. Dans le cadre de son travail, il fut appelé à protéger les pêcheurs gaspésiens contre certains pêcheurs américains qui causaient des problèmes le long des côtes. Il a de plus un mandat de Juge de Paix.

### Carrière politique
Pierre Fortin fut élu député conservateur dans le district électoral de Gaspé à l'Assemblée législative en 1867, 1871, 1873, 1875 (élection annulée) et 1877, et à la Chambre des communes en 1867, 1872, 1878 et 1882. Commissaire des Terres de la couronne de février 1873 à septembre 1874, il dut démissionner à la suite du scandale des Tanneries. Il fut orateur de l'Assemblée législative. Il fut nommé sénateur de la division de Kennebec le 13 mai 1887.